# Berkeley Pit

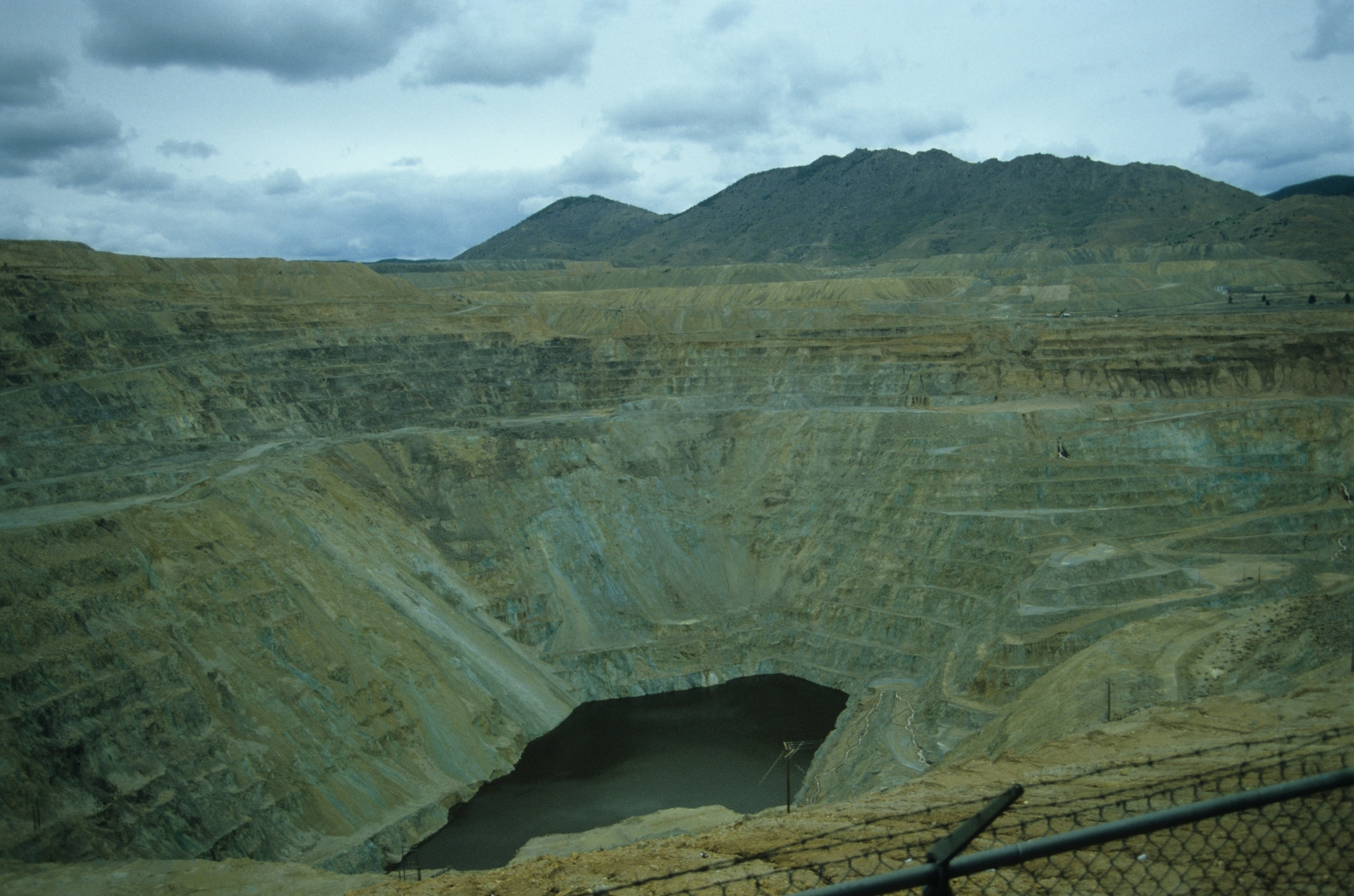
Berkeley Pit en 1984

Berkeley Pit est une ancienne mine de cuivre à ciel ouvert située à Butte dans le Montana. Elle est le plus important site pris en charge par la loi environnementale américaine du 11 décembre 1980.
Elle fut ouverte en 1955 et a été exploitée par la compagnie Anaconda Mining puis par la compagnie Atlantic Richfield (ARCO) (en), jusqu'à sa fermeture en 1982. Quand l'exploitation fut arrêtée, ses pompes furent démantelées, ce qui a causé l'accumulation de l'eau provenant des infiltrations de la nappe phréatique adjacente et des eaux de ruissellement. L'eau a dissous les dépôts métalliques et s'est chargée d'acide sulfurique et de métaux lourds toxiques comme l'arsenic, le cadmium et le zinc. La fosse s'est rapidement remplie d'eau mais jusqu'aux années 1990, aucun projet sérieux n'a été conçu pour résoudre ce problème.
L'eau est si concentrée en métaux (par exemple 187 ppm soit 1,0 × 10−2 mol L−1 de cuivre) que l'on a tenté l'extraction desdits métaux. Cependant, des fluctuations de prix de l'énergie l'ont rendue difficile.
En 1995, un grand troupeau d'oies a atterri sur l'eau de Berkeley Pit, et 342 de ces oies ont été tuées par la concentration d'acide.
On aurait trouvé dans les eaux de Berkeley Pit des bactéries et des champignons extrémophiles adaptés aux rudes conditions de ce milieu.